# USS Croatan (CVE-25)
USS Croatan (CVE-25) (nguyên mang ký hiệu AVG-25, sau đổi thành ACV-25 và CVE-25), là một tàu sân bay hộ tống thuộc lớp Bogue của Hải quân Hoa Kỳ trong Chiến tranh Thế giới thứ hai. Nó hoạt động chủ yếu trong vai trò chống tàu ngầm và vận chuyển máy bay tại Mặt trận Đại Tây Dương, và sau khi chiến tranh kết thúc, nó được chuyển thành một tàu Hải quân Hoa Kỳ, rồi là một tàu thử nghiệm của cơ quan NASA trước khi được cho tháo dỡ vào năm 1971.

## Thiết kế và chế tạo
Croatan được đặt lườn vào ngày 15 tháng 4 năm 1942 như là một tàu vận tải C3-S-A1 theo hợp đồng của Ủy ban Hàng hải Hoa Kỳ với hãng Seattle-Tacoma Shipbuilding tại Seattle, Washington. Croatan  được hạ thủy vào ngày 1 tháng 8 năm 1942; được đỡ đầu bởi Bà J. S. Russell; và được đưa ra hoạt động vào ngày 28 tháng 4 năm 1943 dưới quyền chỉ huy của Thuyền trưởng, Đại tá Hải quân J. B. Lyon.

## Lịch sử hoạt động
Khởi hành từ San Diego, California vào ngày 2 tháng 7 năm 1943, Croatan đi đến Norfolk, Virginia vào ngày 19 tháng 7. Hoạt động như là hạt nhân của đội tìm và diệt tàu ngầm, nó lên đường vào ngày 5 tháng 8 để hoạt động chống tàu ngầm tại khu vực Đại Tây Dương nhằm bảo vệ cho các đoàn tàu vận tải. Máy bay của nó đã có hai cuộc chạm trán nhỏ với tàu ngầm trên mặt biển, và vào ngày 5 tháng 9 bắt đầu các hoạt động bay đêm từ tàu sân bay hộ tống. Nó quay trở về Norfolk vào ngày 22 tháng 9.
Từ ngày 17 tháng 10 đến ngày 29 tháng 12 năm 1943, Croatan thực hiện hai chuyến đi đến Casablanca vận chuyển máy bay và nhân sự cho các chiến dịch tại Bắc Phi. Sau một chuyến tuần tra chống tàu ngầm khác từ ngày 14 tháng 1 đến ngày 27 tháng 2 năm 1944, nó tham gia các thử nghiệm cùng Phòng Thí nghiệm Nghiên cứu Hải quân tại Annapolis, Maryland. Từ ngày 24 tháng 3 đến ngày 11 tháng 5, Croatan thực hiện chuyến tuần tra thành công nhất. Vào ngày 7 tháng 4, máy bay của nó phát hiện tàu ngầm Đức U-856, vốn bị các tàu khu trục Champlin và tàu khu trục hộ tống Huse đánh chìm ở tọa độ 40°18′B 62°22′T / 40,3°B 62,367°T. Trong đêm 25–26 tháng 4, bốn tàu hộ tống của nó đã phối hợp đánh chìm U-488 ở tọa độ 17°54′B 38°05′T / 17,9°B 38,083°T. Croatan cũng thành công trong chuyến tuần tra từ ngày 2 tháng 6 đến ngày 22 tháng 7. Vào ngày 10 tháng 6, máy bay của Croatan cùng các tàu hộ tống Frost, Huse và Inch đã liên tục tấn công U-490 buộc nó phải nổi lên mặt nước vào ngày hôm sau. Sáu mươi người còn sống sót, trong đó có vị thuyền trưởng chỉ huy, đượcvớt lê trước khi chiếc tàu ngầm bị chất nổ đánh cìm ở tọa độ 42°47′B 40°08′T / 42,783°B 40,133°T. Máy bay của nó cũng phối hợp với các tàu hộ tống Frost và Inch đánh chìm U-154 vào ngày 3 tháng 7 ở tọa độ 34°00′B 19°30′T / 34°B 19,5°T.
Sau một thời gian ngắn đại tu và thử nghiệm radar cùng với Phòng Thí nghiệm Nghiên cứu Hải quân, Croatan lại ra khơi vào ngày 20 tháng 8 năm 1944. Ngày 15 tháng 9, nó trợ giúp những người còn sống sót từ chiếc tàu khu trục Warrington bị nhấn chì trong một trận cuồng phong. Quay trở về Norfolk vào ngày 1 tháng 10, Croatan lại lên đường tiến hành huấn luyện chiến thuật chống tàu ngầm mới tại Căn cứ Hải quân vịnh Guantanamo và Bermuda, rồi lên đường bảo vệ trên không cho một lực lượng đặc nhiệm tốc độ cao hướng sang phía Đông, rồi quay về New York vào ngày 4 tháng 2 năm 1945. Trong một tháng sau đó, nó tiến hành huấn luyện chuẩn nhận phi công hoạt động trên tàu sân bay, rồi khởi hành từ Norfolk vào ngày 25 tháng 3 tham gia một hàng rào chắn để đánh chặn tàu ngầm Đức như một phần của Chiến dịch Teardrop. Ngày 16 tháng 4, các tàu hộ tống của nó Frost và Stanton đã đánh chìm các tàu ngầm U-880 và U-1235 ở tọa độ 47°53′B 30°26′T / 47,883°B 30,433°T. Croatan đi ngang qua Căn cứ Hải quân Argentia ở Newfoundland quay trở về thành phố New York vào ngày 14 tháng 5 để đại tu.

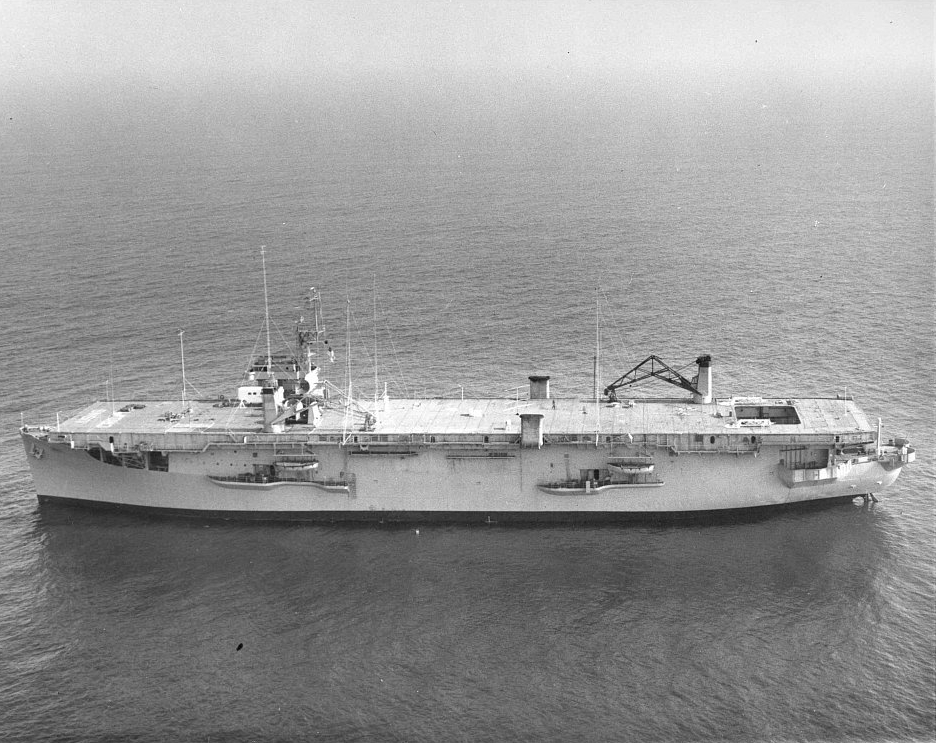
Croatan trong giai đoạn phục vụ thử nghiệm cho NASA vào năm 1964

Từ ngày 15 tháng 9 đến ngày 3 tháng 11, Croatan làm niệm vụ hhuấn luyện phi công ngoài khơi Quonset Point. Nó rời Norfolk vào ngày 23 tháng 11 bắt đầu chuyến thứ nhất trong số hai chuyến vượt Đại Tây Dương để hồi hương binh lính tại Le Havre, Pháp. Croatan được cho ngừng hoạt động và đưa về lực lượng dự bị tại Norfolk vào ngày 20 tháng 5 năm 1946. Được cho hoạt động trở lại vào ngày 16 tháng 6 năm 1958, Croatan phục vụ trong vai trò vận chuyển như một tàu Hải quân Hoa Kỳ, được vận hành bởi một thủy thủ đoàn dân sự. Vào tháng 8 năm 1963, nó chuyển giao 23 máy bay F-104 Starfighter cho Phi đội 331 của Không quân Hoàng gia Na Uy đặt căn cứ tại Bodø, Na Uy. Đến tháng 10 năm 1964, nó phục vụ như là tàu thử nghiệm do Cơ quan Hàng không và Không gian Hoa Kỳ (NASA) quản lý cho đến tháng 5 năm 1965. Croatan được rút khỏi danh sách Đăng bạ Hải quân vào ngày 15 tháng 9 năm 1970 và được bán để tháo dỡ vào năm 1971.